# Petrelaea adima
Petrelaea adima är en fjärilsart som beskrevs av Rhé Philippi. Petrelaea adima ingår i släktet Petrelaea och familjen juvelvingar. Inga underarter finns listade i Catalogue of Life.